# 2020年至2021年香港高級組銀牌
2020–21年香港高級組銀牌是原定的第 119 屆香港高級組銀牌足球賽事，8 隊於2020–21年香港超級聯賽角逐的球隊會參與賽事。賽事原訂於2020年12月25日展開，決賽則於2021年2月13日進行。東方龍獅為本屆賽事衛冕球隊。
2021年2月12日，由於受到2019年新型冠狀病毒大流行影響，香港足球總會宣佈本屆賽事會被取消。

## 賽程
以下是本屆賽事原定舉行之秩序：
| 階段     | 抽籤日期   | 賽事日期            | 場數 | 球隊數目 |
| -------- | ---------- | ------------------- | ---- | -------- |
| 半準決賽 | 2020年12月 | 2020年12月25日–27日 | 4    | 8 → 4    |
| 準決賽   | 2020年12月 | 2021年1月9日–10日   | 2    | 4 → 2    |
| 決賽     | 2020年12月 | 2021年2月13日       | 1    | 2 → 1    |

## 外部連結
- 香港足球總會官方網站